# Leiosauridae
Leiosauridae – rodzina jaszczurek z infrarzędu Iguania w obrębie rzędu łuskonośnych (Squamata).

## Zasięg występowania
Rodzina obejmuje gatunki występujące w Ameryce Południowej.

## Systematyka
Do rodziny należą dwie podrodziny, które oddzieliły się od siebie około 34 miliony lat temu:
- Enyaliinae Frost, Etheridge, Janies & Titus, 2001
- Leiosaurinae Frost, Etheridge, Janies & Titus, 2001